# Семеновське (сільське поселення присілок Хвощі)
Семеновське (рос. Семёновское) — присілок в Ізносковському районі Калузької області Російської Федерації.
Населення становить 11 осіб. Входить до складу муніципального утворення Присілок Хвощі.

## Історія
Від 2004 року входить до складу муніципального утворення Присілок Хвощі

## Населення
| 2002 | 2010 |
| ---- | ---- |
| 12   | ↘11  |